# Morskie organy
Morskie organy (chorw. morske orgulje) – miejska instalacja architektoniczna, powstała w 2005 roku w Zadarze. W odróżnieniu od zwykłych organów obiekt ten wydaje dźwięk pod wpływem fal oraz pływów morskich. Morskie organy znajdują się w pobliżu przystani promowej w zachodniej części starego miasta.

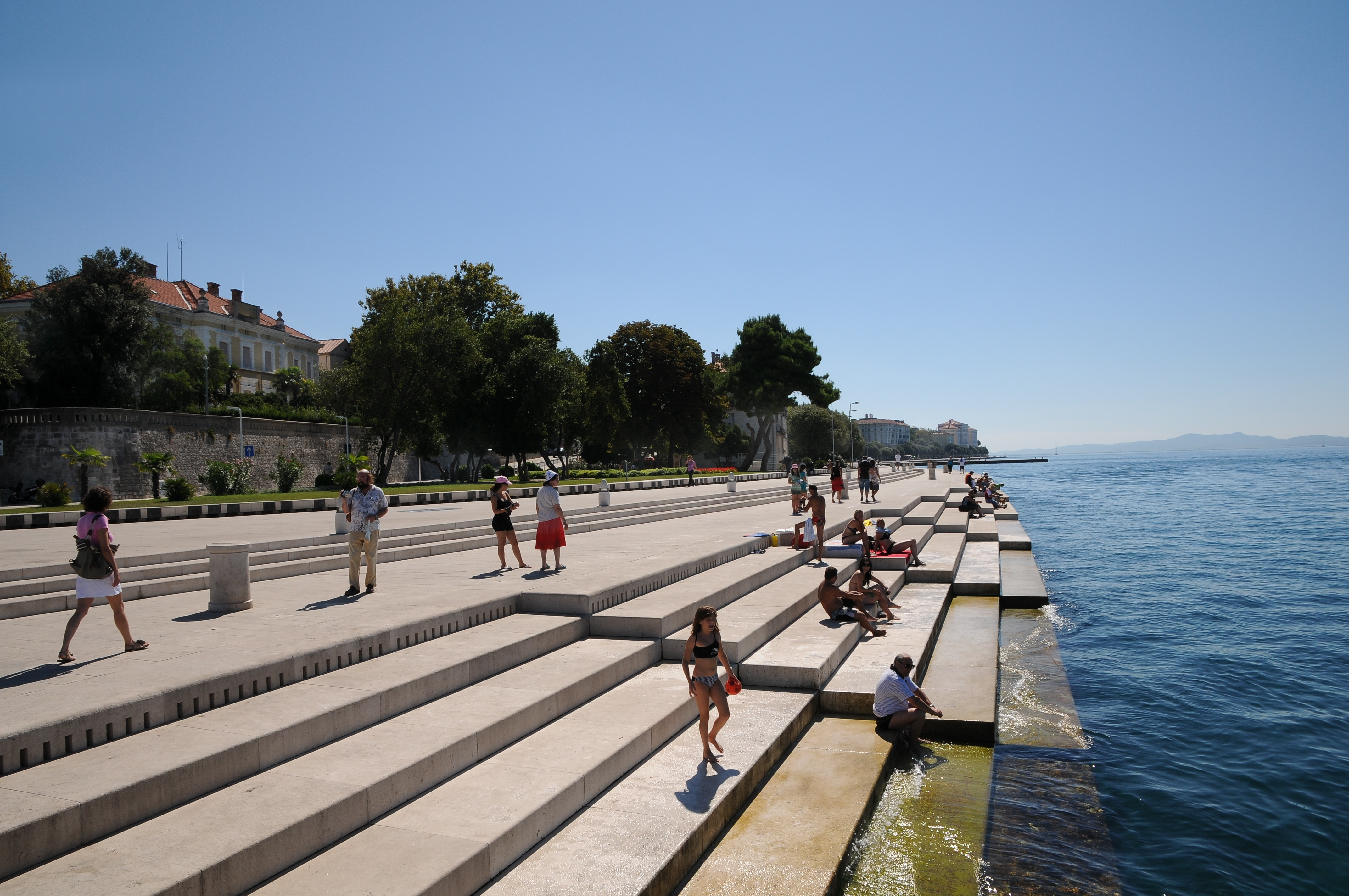
Morskie organy w Zadarze

Instalację zaprojektował w 2004 roku chorwacki architekt Nikola Bašić we współpracy z gronem specjalistów, wśród których znaleźli się Ivan Stamać (dźwięk), Vladimir Andročec (hydraulika), Tomislav Heferer (projekt i strojenie instrumentu) i Matija Galošić (design).
Wchodzące do morza kamienne schody podzielone są na 7 dziesięciometrowych sekcji, pod którymi wybudowano 35 polietylenowych rur o różnych długościach, średnicach i nachyleniach. Woda popycha powietrze, nabierające prędkości w rurach i wytwarza dźwięk, który dzięki otworom w kamieniu wydobywa się na zewnątrz w przestrzeń promenady. W ten sposób morskie fale produkują niepowtarzalne melodie.
Uroczyste otwarcie morskich organów w Zadarze odbyło się 15 kwietnia 2005 roku, kończąc jednocześnie prace nad renowacją części wybrzeża, sfinansowaną ze środków rządowych. Jest to jedna z najpopularniejszych atrakcji turystycznych miasta oraz częste miejsce spotkań. W maju 2006 roku dzieło Nikoli Bašića zostało nagrodzone Europejską Nagrodą Przestrzeni Publicznych (European Prize for Urban Public Space).